# شوگودای
شوگُودای (به ژاپنی: 守護代، shugodai) یکی از مقام‌های خاص در دوران فئودالی ژاپن بود. در دوره کاماکورا و دوره موروماچی به کسی که زیر دست شوگو یا  «فرماندار»، خدمت می‌کرد، شُوگودای گفته می‌شد.